# John Walter Christie
Pour les articles homonymes, voir Christie.
John Walter Christie (né le 6 mai 1865 - mort le 11 janvier 1944) est un ingénieur, inventeur et pilote de course automobile américain. Il est principalement connu pour avoir mis au point la suspension Christie, utilisée sur de nombreux modèles de chars de la Seconde Guerre mondiale.

## Début de sa vie d'ingénieur
Né à River Edge (Comté de Bergen, New Jersey) le 6 mai 1865, J. Walter Christie commence à travailler dès l'âge de seize ans à l'usine sidérurgique Delamater Iron Works, tout en suivant les cours de la Cooper Union à New York. Il devient ultérieurement ingénieur consultant pour de nombreuses lignes de bateaux à vapeur, et prend sur son temps libre pour réfléchir aux premiers modèles de sous-marins. Peu après la guerre hispano-américaine de 1898, il développe et fait breveter un guide de tourelle amélioré pour l'artillerie navale.
Durant la même période, il travaille sur un modèle de voiture à traction avant, qu'il promeut en participant à différentes courses automobiles, participant notamment à la coupe Vanderbilt de 1905. La Christie ne termine pas la course, percutant la Fiat de Vincenzo Lancia, alors en tête de la course. Vincenzo Lancia est fou de rage, mais il semblerait qu'il ait remarqué lors de cette mésaventure la suspension avant de la Christie, dotée de suspensions indépendantes à l'avant, montées sur ressort à axe vertical : cette configuration, alors peu commune, se retrouve peu de temps après sur la Lancia Lambda.
En 1907, il devient le premier américain à prendre part au Grand Prix de France. Son moteur V4 de 19 891 cm3 était alors le plus puissant jamais engagé lors d'un Grand Prix. Toutefois, sa voiture est contrainte à l'abandon après quatre tours pour "problème moteur". Après cet échec, Christie décide de vouer ses efforts au développement d'un modèle de taxi à traction avant pour la ville de New York.
Rétrospectivement, l'importance du modèle de taxi développé par Christie provient largement du fait qu'il incorpore un moteur transversal et son bloc de transmission, utilisant une architecture qui sera plus tard jugée révolutionnaire lorsque Alec Issigonis l'appliquera à la Mini cinquante ans plus tard. Néanmoins, en 1909, l'idée que l'on pouvait se faire d'une "disposition conventionnelle" des organes d'un véhicule était moins figée qu'en 1959, et pour Christie la grande innovation de son véhicule réside dans la totalité de son "avant-train", où logent tous les organes mécaniques importants, qui peut être détaché et intégralement remplacé "en moins d'une heure", permettant ainsi de laisser le véhicule sur la voie lors de toute intervention mécanique. Ce parti pris radical du véhicule, lequel avait nécessité la fabrication de nombreuses pièces complexes et spécifiques, tout comme les problèmes rencontrés plus tard par d'autres constructeurs (comme pour la Cord L-29) pour fabriquer ou trouver un joint de Cardan sûr, tout ceci rend néanmoins difficile à croire que le véhicule construit par Christie était particulièrement fiable. De plus, du fait de sa conduite relativement lourde (à cause de la traction avant) et de son prix de vente (2 600 $ en 1909), on comprend aisément que les taxis new-yorkais ne se ruèrent pas pour acheter le véhicule proposé par Christie.
En 1912, Christie commence à fabriquer une série de camions à roues pour les pompiers utilisant également le principe de la traction avant, mais du fait du peu de ventes enregistrées, son entreprise dut mettre la clef sous la porte.
En 1916, alors que la Première Guerre mondiale fait rage en Europe, il développe un prototype d'affût de canon à quatre roues pour l'US Army Ordnance Board. Mais l'état-major avait mis sur pied tout un système de notes d'orientation pour ses armes, et Christie refusa de reprendre son modèle pour satisfaire à leurs critères. L'obstination de Christie et son habitude d'offenser systématiquement les personnes de l'US Army et de son administration, déjà patente à cet instant, auront par la suite des conséquences pour le reste de sa carrière.

## Nouvelles innovations et frustrations bureaucratiques
1919 voit apparaître le premier char entièrement conçu par Christie, le M1919. La locomotion est assurée par une grosse roue avant et une roue arrière motrices, tandis que la répartition de la charge est permise par deux petites roues de roulement. Deux ans plus tard, le M1921 reprendra les mêmes dispositions, tout en laissant cette fois plus de place dans la caisse. Le M1923, lui, mettra l'accent sur la mobilité, au détriment du blindage.
Christie continue de proposer ses créations à l'état-major, mais aucune n'est jugée acceptable. Une des principales raisons à cela est, pour ce qui est de ses véhicules, les faibles performances de ses créations en tout-terrain. Ces médiocres capacités, tant en autonomie qu'en vitesse, trouvent leur origine dans le faible débattement autorisé par les suspensions qu'ils utilisent. De fait, Christie consacre ses efforts sur ce problème, et après cinq années de réflexions et d'essais (et 382 000 $), il produit le prototype de son char modèle 1928 (M1928), doté d'un châssis révolutionnaire. Il y fait d'ailleurs référence fièrement comme étant son "Model 1940", considérant qu'il avait une douzaine d'années d'avance technologique sur son temps. Le M1928 dispose de grandes roues de roulement, ne possède pas de tambour de renvoi des chenilles (comme sur ses premiers modèles), permettant de retirer les chenilles en vue d'un long trajet par la route, dotant son char d'une meilleure vitesse et d'une plus grande autonomie sur route. Ce qui fait de ce prototype un modèle révolutionnaire est son système de suspension, où chaque roue est indépendante. Ce dispositif réduit l'espace libre à l'intérieur de la coque, mais (ajouté à un poids très réduit) cela permet au char d'atteindre des vitesses encore jamais vues auparavant en tout-terrain, pour le prix d'un véhicule très légèrement blindé (automitrailleuse par exemple). Autre élément intéressant du M1928 et des modèles suivants de Christie, le glacis très incliné à l'avant, plus apte à dévier les projectiles, tout en compensant partiellement sa finesse. L'armée acheta alors quelques prototypes à Christie à des fins de test, ainsi que son brevet, leur permettant de produire à leur tour des prototypes à partir de ce modèle.
En octobre 1928, le M1928 subit des tests à Fort Myer (en), Virginie. Là, le chef d'état-major des armées, le général Charles P. Summerall (en), et d'autres officiers haut placés sont impressionnés par les performances du char de Christie, et recommandent chaudement à l'Infantry Tank Board de poursuivre les tests sur ce nouveau véhicule. Toutefois, la commission des chars est moins convaincue. Elle déplore particulièrement la finesse du blindage, incapable de résister aux plus petites pièces d'artillerie antichar ou aux fusils antichars. La commission et Christie divergeaient également quant à l'interprétation des notes d'orientation pour les chars, basées sur une doctrine d'usage des chars de combat radicalement opposée à l'usage que proposait d'en faire Christie. En effet, alors que Christie pariait sur l'usage de chars légers rapides et dotés d'une forte autonomie (usage en percée voire derrière les lignes ennemies), les tacticiens de l'armée concevaient l'emploi des chars comme une arme de support d'infanterie leur permettant de faciliter la percée, et de lui apporter un soutien pour isoler et réduire les points d'appui ennemis près de la ligne de front, théorie correspondant à l'usage fait des blindés lors de la Première Guerre mondiale. Pour la commission des chars d'infanterie, blindage et puissance de feu sont alors des critères bien plus importants que celui de la mobilité. De fait, le prototype M1928 fut envoyé à la cavalerie pour subir de nouvelles évaluations.
Malheureusement, les inspirations de la cavalerie étaient à l'époque orientées vers les automitrailleuses ; de fait, la cavalerie souhaitait utiliser le châssis du M1928 comme base pour développer de tels engins. Une fois encore, la conception qu'avait Christie de l'usage de ses véhicules, conjuguée avec son caractère irascible, eurent pour conséquence de nombreux clashes avec les officiers de l'armée. Parmi la commission d'évaluation de la cavalerie, citons qu'un des membres qui appréciait toutefois ses modèles n'était autre que le lieutenant-colonel Patton. Patton, avec son ami le major C.C. Benson, appuyèrent vivement l'adoption du M1928 comme base d'un char de cavalerie.
Finalement, le Secrétaire à la Guerre refusa le lancement de sa production de masse, arguant d'un prix unitaire exorbitant. Amer, Christie s'estimait pourtant dans son droit, vendant au plus offrant son invention au travers de sa US Wheel Track Layer Corporation, basée à Linden dans le New Jersey[réf. nécessaire]. Par conséquent, il commença à se tourner vers l'étranger pour trouver des gouvernements susceptibles de faire l'acquisition de ses châssis et ses suspensions. La Pologne, l'Union soviétique et le Royaume-Uni se déclarèrent tous intéressés par ces éléments. De longs et complexes échanges débutèrent bientôt entre les gouvernements étrangers et Christie. Cela était d'ailleurs totalement illégal, puisque ni le département d'État, ni l'US Army Ordnance, ni le département de la Guerre n'avait autorisé Christie à faire ce genre de transfert technologique vers d'autres États, potentiellement hostiles.

## Relations avec les gouvernements étrangers
Christie fit une première promesse de vente au gouvernement polonais. En 1929, le capitaine Marian Rucinski de l'Institut militaire polonais de recherche appliquée (WIBI) est envoyé aux États-Unis, où il entend rapidement parler du M1928 de Christie. Rucinski apprend également l'arrivée proche d'un nouveau modèle aux chenilles améliorées (ce qui deviendra le Christie M1931). Rucinski était si enthousiaste que le 16 février 1930, une délégation d'acquisition spéciale fut envoyée aux États-Unis, menée par le chef du département de recherche, le colonel Tadeusz Kossakowski. La délégation signe un contrat avec Christie le mois de mars suivant pour la construction et la livraison d'un seul M1928, mais paye d'avance. Christie revint plus tard sur ses engagements et ne réussit pas à remplir ses obligations contractuelles. Face aux risques potentiels de contentieux, il remboursa l'avance faite par le gouvernement polonais, qui n'obtint jamais le char qu'il avait commandé.
Bien que l'Union soviétique n'ait pas encore à cette époque noué de relations diplomatiques avec les États-Unis, ce qui l'empêchait techniquement d'obtenir commercialement du matériel militaire américain, les agents du Guépéou infiltrés grâce à l'Amtorg étaient parvenus en 1930, en usant de plusieurs tromperies, à se procurer des plans et des descriptifs du châssis du Christie M1928. Le 28 avril 1930, la société de Christie, l'U.S. Wheel Track Layer Corporation, accorde à l'Amtorg la vente de deux chars M1931, pour un montant de 60 000 US$ ; les chars devaient être livrés sous quatre mois, accompagnés de pièces détachées pour un montant de 4 000 $. Christie cédait également pour dix ans à l'Union soviétique des droits de production, vente et utilisation de ses chars dans les frontières de l'URSS. Les deux chars Christie, que l'on avait fait passer pour du matériel agricole, furent donc vendus sans l'accord préalable du département d'État ni de l'Armée, et furent envoyés délestés de leurs tourelles en URSS. Christie conclut même alors un accord, quoique oral, en vue d'apporter son support technique personnel à l'URSS. Les Soviétiques, par la suite, améliorèrent la base apportée par les chars de Christie, et s'en inspirèrent largement. Ils adoptèrent notamment son blindage incliné et ses suspensions sur la série des chars BT. Ceux-ci aboutirent au design du T-34, char sur lequel le principe du blindage incliné ne se cantonnait pas au glacis, mais était également utilisé pour le blindage latéral.
En outre, prenant en compte les rapports d'observations favorables faits par les autorités soviétiques sur le comportement du char, le gouvernement britannique autorisa l'achat d'un char et l'obtention d'une licence par le Morris Motors Group. Ce char servira de base à la conception du Cruiser Mk III (A13).

## Fin de carrière
Après le rejet par l'US Army de son M1928, Christie poursuivit son travail en produisant de nouveaux modèles tout au long des années 1930, y compris sur le projet un peu fou d'un char ailé. Bien que l'Armée lui achetât quelques prototypes pour servir de base à ses propres expérimentations, aucun des modèles de Christie ne fut mis en production pour le compte des États-Unis.
À la suite de l'éclatement de la Seconde Guerre mondiale en 1939 et de l'entrée en guerre des États-Unis en 1941, Christie fit de nouvelles propositions de chars à l'Armée, nouveaux modèles tous dotés de son système de suspension original et de roues de roulement cerclées de caoutchouc, permettant au char d'évoluer sur route sans chenille et avec une grande vitesse. Mais, principalement du fait de ses difficiles relations antérieures avec l'Armée, toutes ses tentatives n'apportèrent à Christie que davantage de déceptions. Il mourut à Falls Church, Virginie le 11 janvier 1944, presque ruiné, alors que les chars basés sur ses idées étaient en train de changer le cours de l'histoire.